# 林真帆
林 真帆（はやし まほ、2002年2月22日 - ）は、日本の女子バスケットボール選手である。Wリーグの富士通レッドウェーブ所属。ポジションはシューティングガード。

## 人物
神奈川県出身。
岐阜女子高校ではインターハイ・ウィンターカップ優勝を経験。
東京医療保健大学でもインカレ優勝を経験。1年でU19ワールドカップ日本代表にも選ばれる。4年で出場したワールドユニバーシティゲームズでは銀メダルを獲得。
2024年、富士通レッドウェーブにアーリーエントリーを経て加入。

## 経歴
- 岐阜女子高 - 東京医療保健大 - 富士通レッドウェーブ（2024〜）

## 日本代表歴
- 2021 U19ワールドカップベスト8
- 2023 ユニバーシアード準優勝